# Cyclantheropsis madagascariensis
Cyclantheropsis madagascariensis là một loài thực vật có hoa trong họ Cucurbitaceae. Loài này được  Monique Keraudren mô tả khoa học đầu tiên năm 1966.

## Phân bố
Loài đặc hữu Madagascar.